# Unternehmen Salam
Das Unternehmen Salam war der Deckname einer deutschen Militäroperation der deutschen Abwehr im Zweiten Weltkrieg. Das Unternehmen wurde 1942 durch die Tropenkompanie der Division Brandenburg unter dem Kommando des ungarischen Wüstenforschers László Almásy durchgeführt. Die Operation zielte auf die Unterstützung des deutschen Afrika-Korps ab. Hierzu sollten zwei deutsche Spione, darunter Johannes Eppler, durch die Wüste in das von Großbritannien kontrollierte Ägypten geschleust werden. Nach absetzen der Agenten war der Auftrag von Unternehmen Salam erfüllt und ging in das Unternehmen Condor über.